# Let’s Go Brandon

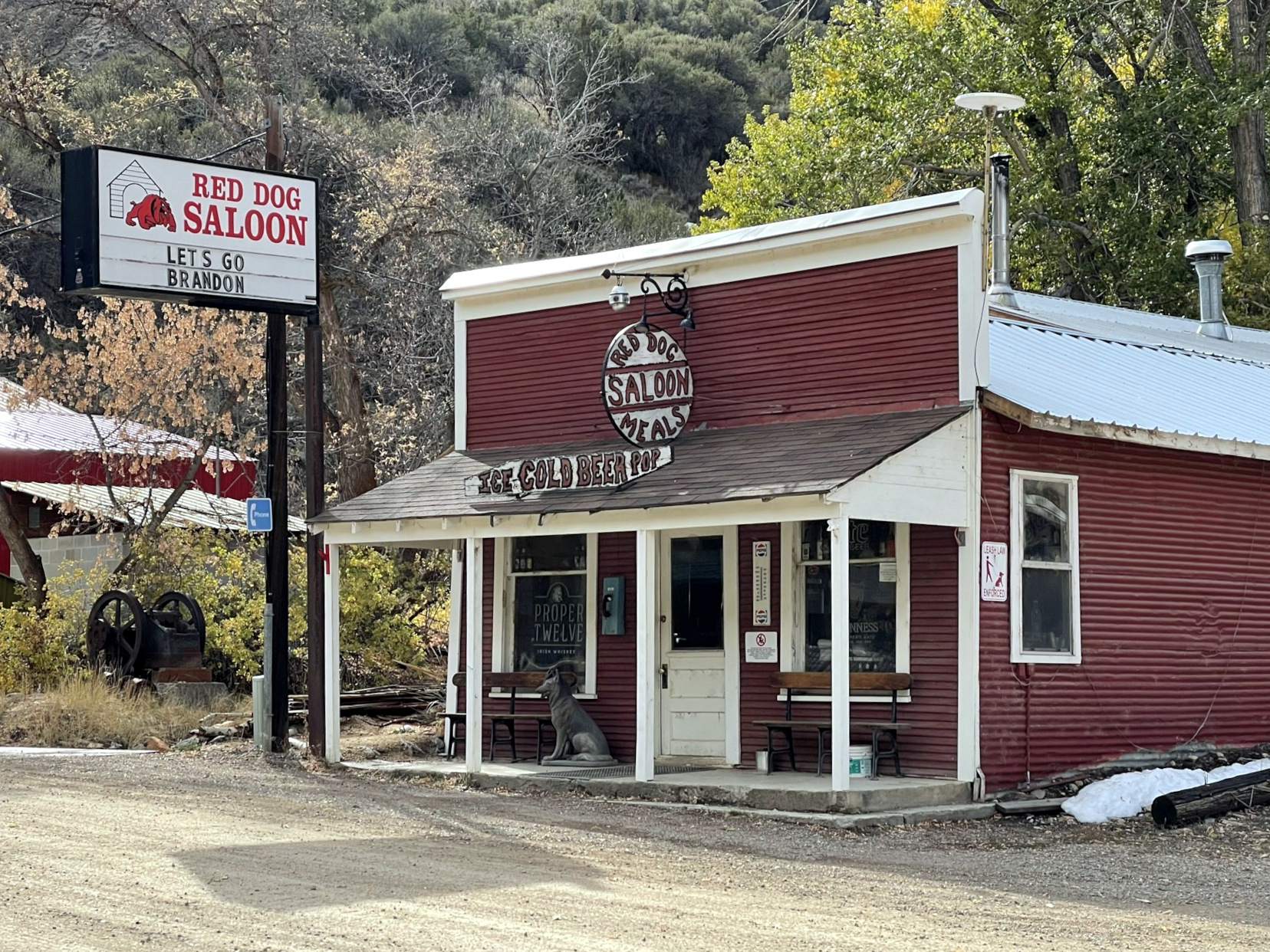
Фраза «Let's Go Brandon» на позначенні одного з салунів у, штат Невада

Let's Go Brandon (з англ. — «Вперед, Брендоне») — гасло, яке виступає заміною фразі Fuck Joe Biden (англ: "На х*й Джо Байдена") і відображає негативне ставлення до 46-го президента США.
Скандування фрази Fuck Joe Biden почало поширюватися з вересня 2021 року. Let's Go Brandon набула популярності після того, як 2 жовтня репортер NBC Келлі Ставаст  під час інтерв'ю з гонщиком Брендоном Брауном  невірно розпізнала слова, що долинали з трибун траси Талладега , припустивши, що глядачі кричали «Let’s go Brandon». Але врешті-решт стало зрозуміло, що насправді це була фраза Fuck Joe Biden  .
Гасло стало широко використовуватися політиками-республіканцями та критиками Байдена  . Він також набув широкого поширення у популярній культурі, а реп-композиції з цією фразою займали високі позиції у чартах   .

## Походження

### "Fuck Joe Biden"
На початку вересня 2021 року на ряді матчів з американського футболу серед коледжів на півдні США набули популярності скандування Fuck Joe Biden . Пізніше це явище набуло поширення і в університетах північних штатів, включаючи Вайомінг  . Аналогічні скандування проти Байдена мали місце у Кубку Райдера  .
За даними Washington Examiner, у вересні 2021 року гасло Fuck Joe Biden скандували деякі глядачі, що були присутні на концерті групи Megadeth , а також через місяць протестуючі Нью-Йорка, які виступали проти обов'язкової вакцинації вчителів  .
2 жовтня гонщик Брендон Браун  дав інтерв'ю спортивному репортеру NBC Келлі Ставаст  на трасі Талладега  в Алабамі після перемоги в гонці NASCAR Xfinity Series Sparks 300 , яка була скорочена через темряву   . Фанати скандували Fuck Joe Biden , і це стало виразно чути глядачам трансляції   . У прямому ефірі, надівши навушники , репортер Саваст сказала: «Ви можете почути крики: „Вперед, Брендоне! ""    .

### Поширення
Відеозапис став вірусним  . Консерватори Бен Шапіро і Томі Ларен  розповсюдили фразу в Твіттер  . Гасло було надруковано на одязі, білбордах і банері, що майнув позаду літака, що пролетів над мітингом Трампа в Айові  .
5 листопада президент NASCAR Стів Фелпс заявив, що організація не бажає асоціюватися з цим гаслом  .

### Політика

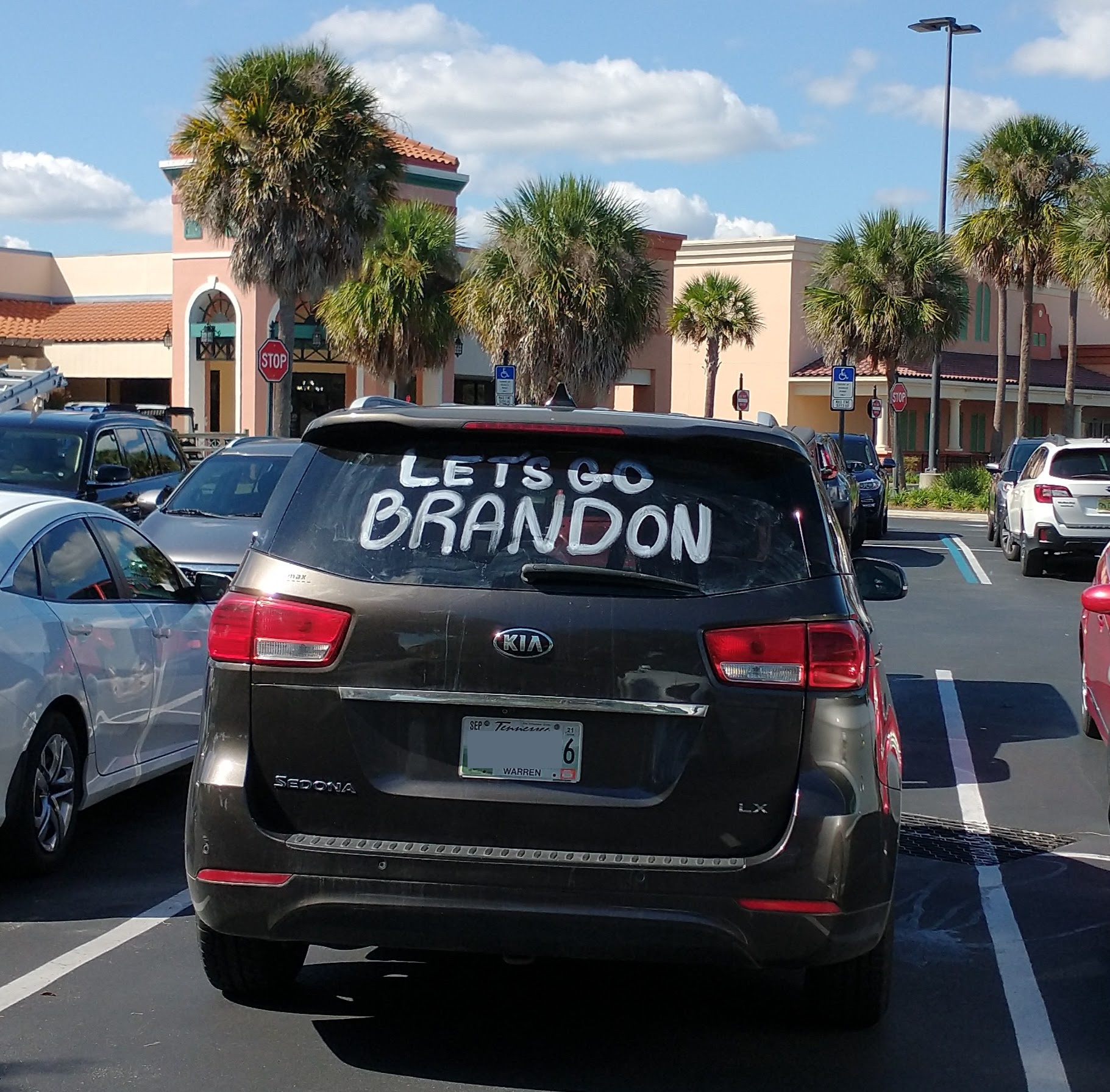
Автомобіль з написом "Let's Go Brandon", Те-Вілліджіс, штат Флорида

Політики-республіканці публічно вживали цю фразу у своїй промові. 21 жовтня конгресмен Білл Поузі  виступ у Палаті представників словами Let's Go Brandon . 22 жовтня Губернатор Техасу Грег Ебботт використав це гасло у своєму акаунті «Твіттер» . Він пояснив популярність фрази «катастрофічною політикою» Байдена, зумовленою боротьбою з пандемією та ситуацією на південному кордоні  . Наступного тижня республіканець Джефф Дункан  був помічений у масці з цією фразою . Сенатор Тед Круз позував із плакатом Let's Go Brandon, який був вивішений у Х'юстоні на бейсбольному матчі в рамках Світової серії . Скандування було помічено в Джорджії на матчі " Атланта Брейвз ", де був присутній Дональд Трамп .
2 листопада 2021 року скандування Let's Go Brandon було помічено в штабі Гленна Янгкіна після звістки про його перемогу на виборах губернатора Віргінії. Наступного дня, коментуючи тріумф Янгкіна, губернатор Флориди Рон Десантіс сказав: "Коли ви дивитеся на адміністрацію Байдена - ви бачите адміністрацію Брендона". Після цих слів натовп закричав Let's Go Brandon . Декілька тижнів потому Десантіс цілеспрямовано вибрав місцевість Брендон для підписання закону проти обов'язкової вакцинації . Вибір майданчика обумовлений контекстом фрази Let's Go Brandon  .
12 листопада, коли Джен Псакі запитали про думку Байдена щодо цієї фрази, прес-секретар Білого дому відповіла: "Я не думаю, що він витрачає свій час на роздуми про це"  .